# Myrmicodipnella aptera
Myrmicodipnella aptera är en insektsart som beskrevs av Günther Enderlein 1909. Myrmicodipnella aptera ingår i släktet Myrmicodipnella och familjen stumpvingestövlöss. Inga underarter finns listade i Catalogue of Life.